# 板垣惠介
板垣惠介（日语：板垣恵介／いたがき けいすけ，1957年4月4日—），日本漫畫家，出生於北海道釧路，本名板垣博之，代表作為《刃牙》系列。

## 簡介
少年時期即憧憬格鬥家，高中時勤練少林寺拳法，並得到了二段位認證。高中畢業後，他在當地一家公司找到工作，不久辭職，於20歲加入陸上自衛隊，隸屬於陸上自衛隊最精銳部隊之一的第一空降團，約5年時間。與此同時，他也參加國民體育大會拳擊比賽。曾歷經3日間不睡覺，背著總重30公斤的步槍和行李於富士山步行100公里的訓練，板垣說：「這次訓練是我一生中最艱難的訓練。」後來在板垣的強烈希望下，把這次訓練畫成了自傳漫畫。
後來他罹患B型肝炎，從自衛隊除隊，在醫院住了將近一年。1987年他決定以跟格鬥技同樣並列個人興趣的繪畫作為事業，進入小池一夫主辦的「劇畫村塾」。筆名取自小池原作漫畫《受傷的人》主角茨木圭佑的妻子惠子，於1989年以《May Capper》出道。1991年開始於《週刊少年Champion》連載《刃牙》。
他的三女兒是漫畫家板垣巴留。